# 송인화
송인화(宋仁華, 1988년 8월 19일 ~ )는 대한민국의 배우이자 희극인이다. 2006년 영화 《투사부일체》 로 데뷔하였고, 2013년 KBS 28기 공채개그맨으로 선발돼 배우에서 개그우먼으로 전향하였다. 하지만 데뷔한지 얼마 안 돼 언니와 함께 대마초를 핀 혐의로 기소되어 집행유예를 받았으면서 현재 지상파 출연금지된 상태이다.

## 학력
- 현강여자정보고등학교 (졸업)
- 동덕여자대학교 방송연예학과 (졸업)

## 출연 작품

### 드라마
- 2006년 KBS2 《성장드라마 반올림#3》 - 방옥경 역
- 2008년 OCN Movies 《리틀맘 스캔들》 - 장선희 역
- 2008년 OCN Movies 《리틀맘 스캔들 2》- 장선희 역
- 2008년 MBC 《코끼리》
- 2010년~2011년 SBS 《괜찮아, 아빠딸》 - 고양미 역
- 2011년 SBS 《신기생뎐》 - 푸드스타일리스트 역
- 2011년~2012년 MBN 《갈수록 기세등등》 - 고아라 역
- 2012년 채널A 《판다양과 고슴도치》 - 최원이 역

### 영화
- 2006년 《투사부일체》
- 2007년 《좋지 아니한가》
- 2009년 《나는 행복합니다》
- 2013년 《데드 엔드》

### 예능
- 2013년 KBS2 《개그콘서트》:〈시청률의 제왕〉
- 2015년 tvN 《SNL 코리아 (시즌 6)》

### 광고
- 핫초코 미떼
- 맥도날드 맥너겟

### 뮤직비디오
- 김종국 - 중독
- The One(더원) - 천국을 걷다